# Влканова
Влканова (словац. Vlkanová) — село, громада округу Банська Бистриця, Банськобистрицький край. Кадастрова площа громади — 7.78 км².
Населення 1319 осіб (станом на 31 грудня 2020 року).

## Історія
Влканова згадується 1294 року.

## Населення
| Рік:            | 1994. | 2004.    | 2014. | 2024.   |
| --------------- | ----- | -------- | ----- | ------- |
| Кількість осіб: | 815   | 1080     | 1296  | 1273    |
| Різниця:        |       | +32,51 % | +20 % | -1,77 % |

| Рік:            | 2023. | 2024.   |
| --------------- | ----- | ------- |
| Кількість осіб: | 1276  | 1273    |
| Різниця:        |       | -0,23 % |